# 에디 베이커

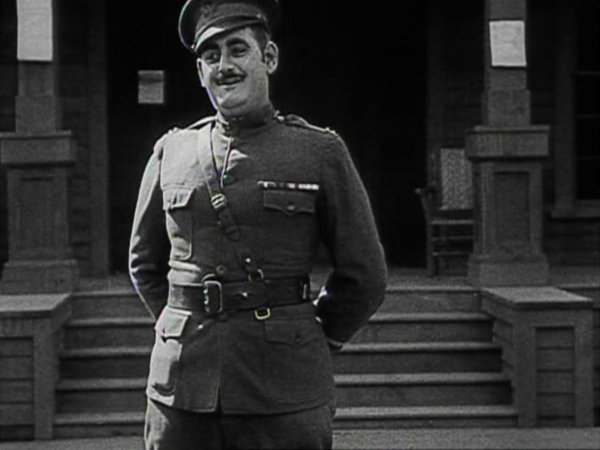

에디 베이커(Edwin King Baker, 1897년 11월 17일 ~ 1968년 2월 4일)는 미국의 배우, 영화 감독, 영화배우이다.
할리우드에서 사망하였다. 사인은 폐기종이다.

## 영화
- 돌아온 0011 나폴레옹 솔로 (1983년)
- 애드바이즈 앤 컨센트 (1962년) - 세너터 역
- 자이언트 (1956년)
- 레츠 댄스 (1950년)
- 이것이 선물 (1934년)
- 장난감 나라 (1934년)
- 사막의 아들 (1933년)
- 몽키 비지니스 (1931년)
- 시티 라이트 (1931년)